# Maison de Limbourg
Pour les articles homonymes, voir Limbourg (homonymie).

Armoiries des ducs de Limbourg : D'argent au lion de gueules, la queue fourchée passée en sautoir, armé, lampassé et couronné d'or

La maison de Limbourg apparaît au milieu du XIe siècle avec Waléran Ier, comte de Limbourg († 1082), et probablement issu des comtes d'Arlon.
Par mariage, la famille acquit :
- le comté de Luxembourg en 1214, qui passa ensuite à une branche cadette, la maison de Luxembourg
- le comté de Berg en 1218.

En 1288, la famille perdit le duché de Limbourg, qui fut conquis par Jean Ier, duc de Brabant. 
La branche aînée, tenant le comté de Berg, s'éteignit en 1348. La branche cadette de Luxembourg accéda à l'Empire.

## Généalogie simplifiée
```
Waléran 
I
er
 († 1082), comte de Limbourg et d'Arlon
X Judith de Lothier
│
└─> 
Henri 
I
er
 (1059 † 1119), duc de Limbourg et de Lothier, comte d'Arlon
    X Adélaïde de Bodenstein
    │
    └─> 
Waléran II
 (1085 † 1139), duc de Limbourg et de Lothier, comte d'Arlon
        X Jutte de Gueldre
        │
        ├─> 
Henri II
 (1111 † 1170), duc de Limbourg et comte d'Arlon
        │   X Laurette de Flandre
        │   │
        │   ├─> 
Henri III
 (1140 † 1221), duc de Limbourg et comte d'Arlon
        │   │   X Sophie de Saarbrück
        │   │   │
        │   │   ├─> 
Waléran III
 (1170 † 1226), duc de Limbourg, marquis d'Arlon et comte de Luxembourg
        │   │   │   X 1) Cunégonde de Lorraine 
        │   │   │   X 2) 
Ermesinde de Luxembourg
, comtesse de Luxembourg
        │   │   │   │
        │   │   │   ├1> 
Henri IV
 (1195 † 1247), duc de Limbourg et comte de Berg
        │   │   │   │   X Ermengarde de Berg
        │   │   │   │   │
        │   │   │   │   ├─> 
Adolphe IV
 (1220 † 1259), comte de Berg 
        │   │   │   │   │   X 
Marguerite de Hochstaden
 († 1314) 
        │   │   │   │   │   │
        │   │   │   │   │   ├─> 
Adolphe V
 († 1296), comte de Berg  
        │   │   │   │   │   │   X Elisabeth de Gueldre († 1313) 
        │   │   │   │   │   │
        │   │   │   │   │   ├─> 
Guillaume 
I
er
 († 1308), comte de Berg 
        │   │   │   │   │   │   X Ermengarde de Clèves († 1319) 
        │   │   │   │   │   │
        │   │   │   │   │   └─> Henri de Berg, comte de Winteck
        │   │   │   │   │       X Agnès de la Mark
        │   │   │   │   │       │
        │   │   │   │   │       ├─> 
Adolphe VI
 († 1348), comte de Berg 
        │   │   │   │   │       │   X Agnès de Clèves
        │   │   │   │   │       │
        │   │   │   │   │       └─> 
Marguerite
 († 1384), comtesse de Berg 
        │   │   │   │   │           X Otton († 1328), comte de Ravensberg
        │   │   │   │   │
        │   │   │   │   └─> 
Waléran IV
 († 1279), duc de Limbourg
        │   │   │   │       X 1) Judith de Clèves
        │   │   │   │       X 2) Cunégonde de Brandebourg)
        │   │   │   │       │
        │   │   │   │       └1> 
Ermengarde
 († 1283), duchesse de Limbourg
        │   │   │   │           X 
Renaud 
I
er
 de Gueldre
 († 1316), comte de Gueldre et duc de Limbourg.
        │   │   │   │
        │   │   │   ├1> Waléram 
I
er
 († 1242), seigneur de Fauquemont
        │   │   │   │   │
        │   │   │   │   └─> Waléram II († 1266), seigneur de Fauquemont
        │   │   │   │
        │   │   │   ├2> 
Henri V le Blond
 († 1271), comte de Luxembourg et marquis d'Arlon 
        │   │   │   │   │
        │   │   │   │   └─> 
Maison de Luxembourg

        │   │   │   │
        │   │   │   └2> 
Gérard
 († 1276), 
comte de Durbuy

        │   │   │           X (1253) Mathilde de Clèves († 1304)
        │   │   │           │
        │   │   │           └> Pentecôte X 
Guillaume de Mortagne
 
        │   │   │
        │   │   └─> Gérard 
I
er
 († 1225), comte de Wassemberg
        │   │       │
        │   │       └─> Gérard II († 1255), comte de Wassemberg
        │   │
        │   └─> Marguerite (1138 † 1172)
        │       X 
Godefroy III de Brabant

        │
        ├─> Gérard, seigneur de Wassemberg
        │
        └─> Waléran
```